# 전남자연과학고등학교
전남자연과학고등학교(全南自然科學高等學校)는 대한민국 전라남도 구례군 구례읍 봉서리에 있는 공립 고등학교이다.

## 학교 연혁
- 1951년 9월 25일 : 구례농업고등학교 개교
- 1998년 3월 1일 : 18학급 편성
- 2000년 3월 1일 : 농업전산과, 농업기계과 각 1학급 감축, 식품가공과 인가 특수학급 1학급 인가, 계 18학급
- 2009년 3월 1일 : 전남자연과학고등학교로 학교명 변경
- 2022년 3월 1일 : 정원산업과 2학급, 미래식품산업과 2학급으로 학과 개편
- 2025년 1월 9일 : 제73회 40명 졸업(총 10,165명 졸업)
- 2025년 3월 1일 : 제27대 김은순 교장 부임

## 설치 학과
- 정원산업과
- 미래식품산업과

## 참고 자료
- 전남자연과학고등학교 - 한국교육학술정보원 학교알리미